# 独峪乡
独峪乡，是中华人民共和国山西省大同市灵丘县下辖的一个乡镇级行政单位。

## 行政区划
独峪乡下辖以下地区：
独峪村、大兴庄村、张家湾村、豹子口头村、杜家河村、站上村、振华峪村、北沟村、东庄村、古道沟村、三楼村、花塔村、牛帮口村、西漕沟村、香炉石村、西庄村、老潭沟村、曲回寺村和河浙村。